# Chinezen in de Filipijnen
De Chinezen in de Filipijnen worden gezien als een van de oudste overzeese Chinese gemeenschappen. De jiaxiang van de meeste Tsinoy (IPA: [tʃɪnɔj]), zoals ze in Tagalog worden genoemd, ligt in het Fujianse gebied waar Minnanyu wordt gesproken.
Er zijn in 2013 1,35 miljoen mensen met Chinese ouders in de Filipijnen. Volgens de OCAC van Republiek China waren er in 2005 1.146.250 Chinezen op de Filipijnen. De bevolking was 0,62% gegroeid vergeleken met het aantal van 2004.

## Geschiedenis
Tijdens de 9e eeuw ontstonden de eerste contacten tussen Chinese zeevaarders en de eilanders. Toen de Spanjaarden de Filipijnen begonnen te koloniseren, was er al een Chinese gemeenschap in veel steden te vinden. De relatie tussen de Spanjaarden en de veel grotere aantallen Chinezen in de kolonie was gedurende de jaren lastig. De chinezen werden door de Spanjaarden getolereerd en er werden er wegens economische motieven veel meer toegelaten dat de koloniale overheid oorspronkelijk had afgesproken. Op diverse momenten in de geschiedenis kwamen de spanningen tot een hoogtepunt. Zo kwamen er bij een Chinese opstand in Manilla in 1603 naar schatting zo'n 20.000 Chinezen om het leven. 
In de loop der jaren mengden de Chinezen zich met de oorspronkelijke Filipijnse gemeenschap. Hun afstammelingen werden ook wel als (Chinese) mestizos aangeduid. Een klein deel van deze groep met een goede opleiding behoorde later ook tot de zogenaamde principalía. Zij hadden aan het einde van de Spaanse koloniale tijd en tijdens de Amerikaanse overheersing bepaalde voorrechten in het land.

## Integratie
De Chinese Filipino's hebben grote invloed gehad op de ontwikkeling van de Filipijnse keuken.
Sinds 2013 is Chinees nieuwjaar een nationale feestdag. Het is niet een vrije dag.
Tot heden is er in de eilandengroep een minderheid te vinden die anti-Chinese demonstraties organiseren en alle Chinese Filipino's het land uit willen hebben.

### Religie
Qua religie is de meerderheid net als de autochtone Filipino's Rooms-katholiek. Er zijn veel Chinese migrantenkerken in het land. Slechts een minderheid beoefent de Chinese volksreligie. Toch zijn er in elke Chinese buurt Chinese tempels te vinden.
Migrantenkerken:
- Protestants
  - Philippine Chinese Baptist Convention
- Rooms-Katholiek
  - San Lorenzo Ruiz Filipino-Chinese Catholic Church
  - Our Lady of Lourdes Fil-Chinese Catholic Church
  - Binondo Church

### Onderwijs
In de Filipijnen zijn honderdvijftig Chinese scholen te vinden. Meer dan de helft ligt in de omgeving van Manila. In 1973 werden alle scholen gedwongen in het Engels les te geven in plaats van Chinees. De scholen geven niet alleen in het weekend les.
De eerste Chinese school werd in 1899 op het terrein van de Chinese Keizerlijke ambassade geopend door lokale Chinezen. Later zijn veel scholen opgericht door de Republiek China. De Chinese scholen kunnen verdeeld worden in seculier en confessioneel onderwijs.
Seculiere Chinese scholen:
- Chiang Kai Shek College
- Manila Patriotic School
- Philippine Chen Kuang School
- Philippine Chung Hua School
- Philippine Cultural College
- Philippine Tiong Se Academy

## Media
Televisie:
- CHInoyTV

Films:
- My Binondo Girl

## Bekende Chinese Filipino
- Ye Fei
- Jaime Sin
- Richard Poon
- Sergio Osmeña, 4e president
- Alfredo Lim
- Ferdinand Marcos, 10e president
- Kim Chiu
- Corazon Aquino, 11e president
- Dee Cheng Chuan
- Henry Sy
- Limahong
- Leon Ong Chua
- Lucio Tan
- Xian Lim
- Richard Yap
- Beatriz Saw
- Rodrigo Duterte, 16e president